# Jan Bażyński (ok. 1390–1459)
Jan Bażeński albo Bażyński, właśc. Hans von Baysen (ur. ok. 1390, zm. 9 listopada 1459 w Malborku) – szlachcic pruski, kasztelan elbląski, jeden z przywódców opozycji antykrzyżackiej, współorganizator Związku Pruskiego, gubernator Prus.

## Życiorys
Pochodził z lubeckiej rodziny Fleming, przybyłej na teren Warmii w celach kolonizacyjnych w pierwszej połowie XIII w. W 1289 biskup warmiński Henryk Fleming nadał swemu bratu Albertowi wieś Bażyny i od tej pory potomkowie Alberta zwali się von Baysen (inaczej: de Bajsen, lub, jak się podpisywał sam Bażeński, von Baysin).
Syn Piotra, sędziego ziemskiego w Dąbrównie, właściciela m.in. Elgnowa; brat Aleksandra, Gabriela i Ścibora. Do dóbr von Baysenów należały ok. roku 1450 m.in. Bażyny, Osiekowo, Kadyny, Gąsiorowo, Lubajny, Iłowo, Perklice, Pagórki, Ostrogóra czy Leszcz.

### W służbie zakonu krzyżackiego
Z ramienia wielkiego mistrza krzyżackiego Michała Küchmeistera odbywał podróże dyplomatyczne do Anglii, Danii i Portugalii (1419–1422). Według legendy pasowany na rycerza przez króla portugalskiego za odwagę w walce z Maurami. W Portugalii dwa lata walczył z Maurami i po powrocie wielki mistrz poparł rozszerzenie herbu z wiewiórką (Achinger) o murzyna. Po rezygnacji w roku 1422 Küchmeistera z funkcji wielkiego mistrza zakonu krzyżackiego, wycofał się z pracy na rzecz zakonu jako dyplomata i najemnik.

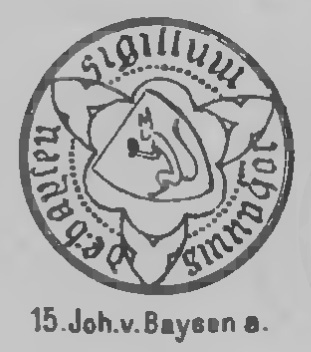
Wizerunek pieczęci Jana Bażyńskiego

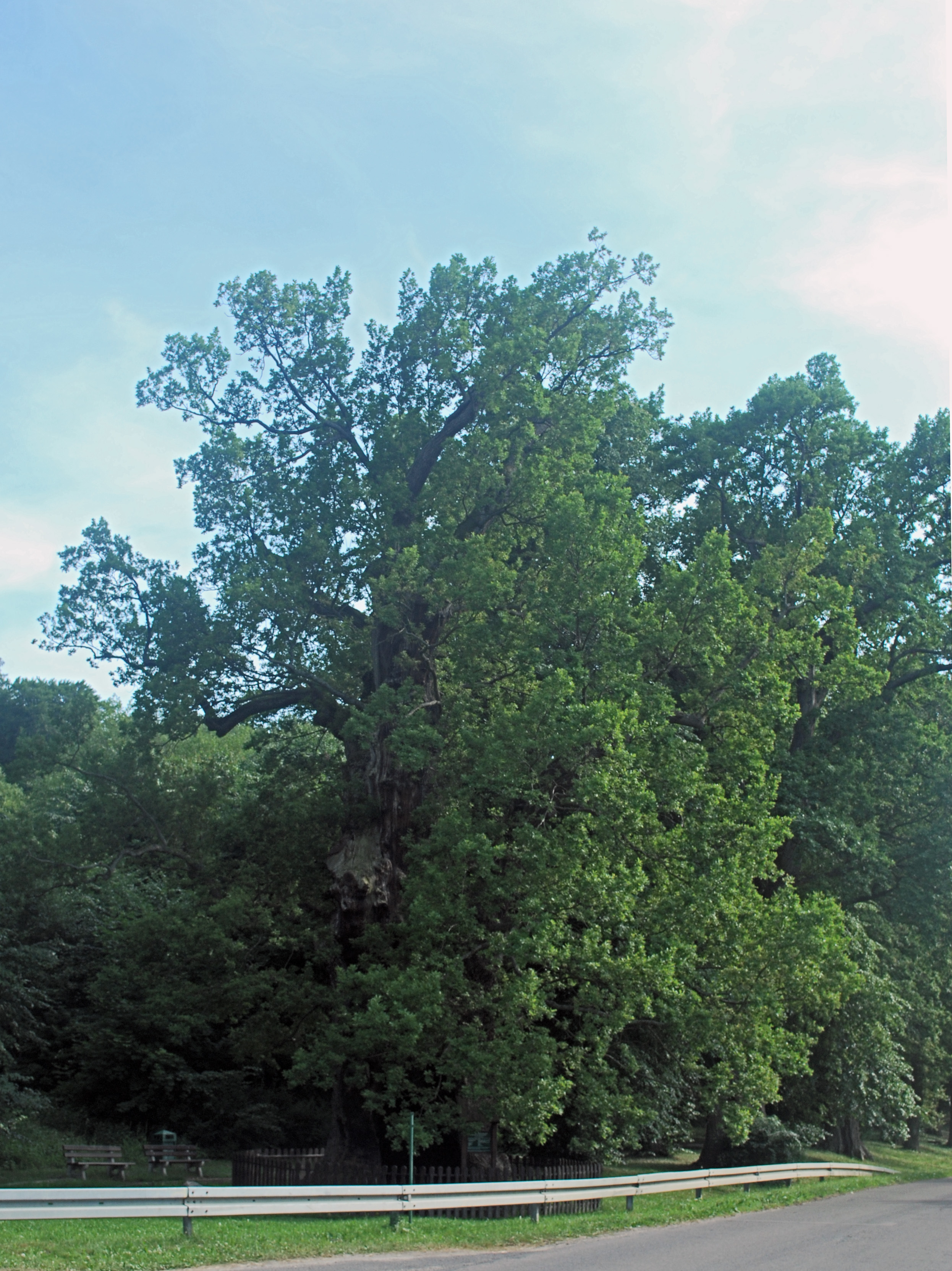
Dąb Bażyńskiego w Kadynach

Bażyński uczestniczył w zjazdach stanów pruskich, a od 1432 wchodził w skład Tajnej Rady, którą utworzył wielki mistrz Paul Bellitzer von Russdorff. Jako spłatę długów finansowych zakonu wobec Bażyńskiego, w 1432 wielki mistrz formalnie już przekazał Bażyńskiemu dobra ziemskie w Kadynach koło Elbląga, które pozostały do 1503 roku w rodzinnym posiadaniu. W Kadynach znajduje się nazwany jego nazwiskiem dąb Bażyńskiego.

### Przywódca opozycji antykrzyżackiej
Jan Bażyński był przywódcą opozycji antykrzyżackiej, uczestnikiem wojny trzynastoletniej, pierwszym gubernatorem Prus. W latach 1431–1432 pośredniczył w sporze szlachty pomezańskiej z biskupem pomezańskim Janem III Winklerem.
Na zjeździe szlachty w 1435 w Mikołajkach Pomorskich przewodniczył szlachcie pruskiej niezadowolonej z krzyżackich rządów. Należał do Związku Jaszczurczego.
Jako chorąży ostródzki brał udział w założeniu Związku Pruskiego, podpisał dokument erekcyjny Związku 14 marca 1440 w Kwidzynie. Przewodniczył Tajnej Radzie Związku, występował przeciw atakom legata papieskiego i wielkiego mistrza krzyżackiego w obronie Związku.
Stał na czele delegacji stanów pruskich przybyłych z Torunia do Krakowa w lutym 1454 roku, aby prosić króla Kazimierza Jagiellończyka o inkorporację ziem państwa krzyżackiego. W mowie z 21 lutego 1454 prosił monarchę, aby wcielił [ziemie władane przez Krzyżaków] do królestwa Polskiego od którego jesteśmy oderwani.

### W służbie królewskiej
Król Kazimierz Jagiellończyk 6 marca 1454 podpisał akt inkorporacji, jednocześnie wypowiadając Zakonowi wojnę, znaną jako wojna trzynastoletnia.
Od 9 marca 1454 Jan Bażeński był pierwszym gubernatorem Prus. Jako gubernator przebywał w Elblągu, a od 1457 w Malborku. W latach 1457 i 1459 dowodził obroną Malborka przed atakami wojsk krzyżackich. Krzyżacy zorganizowali nieudany zamach na Bażeńskiego. Jan Bażeński był też starostą sztumskim (1454) i tolkmickim (1456–1459). Jako kasztelan elbląski otrzymywał dochody z Elbląga oraz z rybołówstwa w Zatoce Ryskiej. Jan Bażeński zmarł 9 listopada 1459 w Malborku, a pochowany został w Elblągu. Następnym gubernatorem Prus został jego brat Ścibor Bażyński.

## Upamiętnienie
Jan Bażyński jest patronem kilku ulic w kraju (Gdańsk, Elbląg, Braniewo, Malbork, Olsztyn). Jego postać znalazła się w herbie powiatu ostródzkiego.
Dla jego upamiętnienia powiat ostródzki i gmina Ostróda postanowiły w 1966 nazwać imieniem Jana Bażyńskiego Liceum Ogólnokształcące nr 1 w Ostródzie.
W Kadynach na cześć Jana Bażyńskiego nazwano Dąb Bażyńskiego, jedno z najstarszych drzew w Polsce.